# Cosmopterix lienigiella
Cosmopterix lienigiella là một loài bướm đêm thuộc họ Cosmopterigidae. Nó được tìm thấy ở Fennoscandia tới Tây Ban Nha, Anpơ và Hy Lạp và từ Ireland tới Ukraina. Nó cũng hiện diện ở đông nước Nga và Nhật Bản. Nó là loài tiêu biểu của chi Cosmopterix.
Sải cánh dài 10–13 mm.
Con trưởng thành bay từ tháng 9 đến tháng 4.
Ấu trùng ăn Phragmites australis. Chúng ăn lá cây của cây chủ.

## Hình ảnh

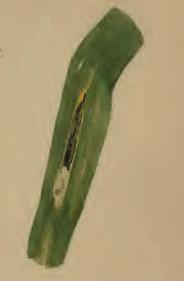
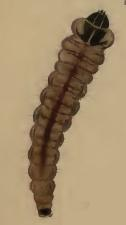